# Česlovas Balsys
Česlovas Balsys ist ein ehemaliger litauischer Beamter und Politiker, Vizeminister.

## Leben
Ab dem 15. April 1991 war Balsys erster Stellvertreter des Handelsministers der Republik Litauen. Ab dem  12. Oktober 1991 war er erster Stellvertreter des Ministers für Handel und materielle Ressourcen, Vizeminister für Handelsangelegenheiten. Vom 12. Februar 1997 bis zum 31. 2011 leitete  Česlovas  Balsys als Direktor die nationale Behörde für Tabak-Kontrolle (lit. Valstybinės  tabako   ir  alkoholio   kontrolės  tarnyba  prie Lietuvos Respublikos Vyriausybės), ernannt durch Premierminister Gediminas Vagnorius.